# 山口耕軒
山口 耕軒（やまぐち こうけん、1767年 - 1837年）は、尾張国知多郡大高村の学者。名は貴和、字名は士春、通称は和一郎、耕軒は号。

## 人物
余延年の長子としてこの世に生を受ける。石川香山、大坂懐徳堂の中井竹山、江戸昌平黌の林蕉軒に学ぶ。尾張藩志水氏の時習館総裁となる。子に山口余一がいる。